# 아프리카의 샐러리맨
아프리카의 샐러리맨(アフリカのサラリーマン, African Office Worker)은 Gamu의 일본 코미디 만화 시리즈로, 2014년 12월부터 픽시브 웹사이트를 통해 온라인으로 연재되었다. 미디어팩토리에서 단행본 4권으로 수집했다. 2017년 6월 5일부터 6월 30일까지 프로덕션 I.G의 Tate Anime(현 Anime Beans) 앱에서 스트리밍된 오리지널 넷 애니메이션 각색판과 2019년 10월 6일부터 12월 22일까지 방영된 호치팡(Hotzipang)의 애니메이션 TV 시리즈 각색판이 존재한다.